# Liste der Naturdenkmäler in Ostbevern
Die Liste der Naturdenkmäler in Ostbevern nennt die Naturdenkmäler in Ostbevern im Kreis Warendorf in Nordrhein-Westfalen.

## Naturdenkmäler
| Nummer | Bezeichnung          | Lage                                                                     | Bemerkung | Bild |
| ------ | -------------------- | ------------------------------------------------------------------------ | --------- | ---- |
|        | Baumreihe (9 Linden) | Hauptstraße (52° 2′ 11″ N, 7° 50′ 17,9″ O)                               |           |      |
| 2.6.1  | Eiche                | Nordwestlich Hof Schüpmann (52° 1′ 19,9″ N, 7° 52′ 45,1″ O)              |           |      |
| 2.6.2  | Eiche                | Westlich Hof Schüpmann (52° 1′ 17″ N, 7° 52′ 44″ O)                      |           |      |
| 2.6.3  | Eiche                | In der Beveraue südwestlich Hof Everwin (52° 1′ 27,1″ N, 7° 48′ 43,9″ O) |           |      |